# Ау (Брайсгау)
Ау (нем. Au) — община в Германии, в земле Баден-Вюртемберг.
Подчиняется административному округу Фрайбург. Входит в состав района Брайсгау — Верхний Шварцвальд. Население составляет 1453 человека (на 31 декабря 2010 года). Занимает площадь 3,99 км².